# Юрковцы (Немировский район)
Ю́рковцы (укр. Юрківці) — село на Украине, находится в Немировском районе Винницкой области.
Код КОАТУУ — 0523089201. Население по переписи 2001 года составляет 839 человек. Почтовый индекс — 22863. Телефонный код — 4331.
Занимает площадь 3,34 км².

## Адрес местного совета
22863, Винницкая область, Немировский р-н, с. Юрковцы